# Oscar Carlson (1874–1908)
Oscar Fredrik Teodor Carlson, född 4 december 1874 i Sicklaö, Stockholms län, död 10 maj 1908 i Stockholm, var en svensk ingenjör. Han var son till Oscar Carlson (1844–1916) och bror till Birger och Fredrik Carlson.
Efter mogenhetsexamen 1894 utexaminerades Carlson från Kungliga Tekniska högskolan 1898, blev student vid Tekniska högskolan i Darmstadt 1899 och vid Remigius Fresenius laboratorium i Wiesbaden 1900. Han blev kemist vid Trelleborgs sockerbruk 1899, volontär vid Landwirtschaftliche Versuchsstation i Darmstadt 1900 samt volontär 1900 och kemist 1901 vid kemiska fabriken Union i Stettin. Han var kemist och konstruktör vid Stockholms Superfosfat Fabriks AB:s fabrik vid Gäddviken 1901–1905 och fabriksföreståndare där från 1905. 
Oscar Carlson är begravd på Nacka norra kyrkogård.